# Alberto Benito Guerrero
Alberto Benito Guerrero (Madrid, 3 de març de 1975) va ser un ciclista espanyol que fou professional entre el 2000 i el 2006.

## Palmarès
- 1999
  - Vencedor d'una etapa del trofeu de la Diputació d'Alacant
  - Vencedor d'una etapa de la Setmana aragonesa
- 2001
  - Vencedor d'una etapa de la Volta a l'Alentejo
- 2003
  - 1r al Trofeu RDP-Algarve
  - Vencedor d'una etapa de la Volta a Portugal
  - Vencedor d'una etapa del Gran Premi Internacional Paredes Rota dos Móveis
  - Vencedor d'una etapa del Gran Premi Internacional CTT Correios de Portugal
  - Vencedor d'una etapa de la Volta a les Terres de Santa Maria da Feira
- 2004
  - Vencedor d'una etapa de la Volta a l'Alentejo
  - Vencedor d'una etapa de la Volta a l'Algarve
  - Vencedor d'una etapa del Trofeu Joaquim Agostinho
  - Vencedor d'una etapa de la Volta a les Terres de Santa Maria da Feira
- 2006
  - Vencedor d'una etapa de la Volta a l'Alentejo